# Cretna mahovina
Cretna mahovina (bijela mahovina, lat. Sphagnum), rod mahovnjača s tritostotinjak vrsta koje čine samostalnu porodicu. U razred se uključuje i fosilni red Protosphagnales, čiji je jedini predstavnik Protosphagnum nervatum.
Cretne mahovine su trajnice od kojih nekoliko vrsta raste i u Hrvatskoj. Fosilizirani ostaci vrste S. palustre otkriveni su u tresetu starom oko 23.900 godina na Havajima i ta je vrsta tamo opstala do danas.

## Vrste
1. Sphagnum aciphyllum C. Müller, 1887
2. Sphagnum acutirameum H. Crum, 1992
3. Sphagnum aequalipunctatum H. Crum, 1995
4. Sphagnum aequiporosum Warnstorf, 1915
5. Sphagnum africanum Welwitsch & Duby, 1872
6. Sphagnum alaskense Andrus & Janssens, 2003
7. Sphagnum alegrense Warnstorf, 1907
8. Sphagnum algentryi H. Crum, 1995
9. Sphagnum amazonense H. Crum, 2002
10. Sphagnum amazonicum H. Crum & W. R. Buck, 1992
11. Sphagnum amoenoides H. Crum, 1997
12. Sphagnum amoenum Warnstorf, 1899
13. Sphagnum andersonianum Andrus, 1980
14. Sphagnum angermanicum Melin, 1919
15. Sphagnum angustifolium C. E. O. Jensen, 1896
16. Sphagnum annulatum Warnstorf, 1898
17. Sphagnum antarense Wijk & Zanten in Zanten, 1964
18. Sphagnum antioquiense H. Crum, 1995
19. Sphagnum aongstroemii C. Hartman, 1858
20. Sphagnum arcticum Flatberg & Frisvoll, 1984
21. Sphagnum atroligneum H. Crum, 1997
22. Sphagnum australe Mitten in J. D. Hooker, 1859
23. Sphagnum austro-americanum H. Crum, 1993
24. Sphagnum azuayense H. Crum, 1987
25. Sphagnum balslevii H. Crum, 1994
26. Sphagnum balticum C. E. O. Jensen, 1890
27. Sphagnum barclayae H. Crum, 1989
28. Sphagnum bartlettianum Warnstorf, 1911
29. Sphagnum billbuckii H. Crum, 1997
30. Sphagnum bocainense H. Crum, 1997
31. Sphagnum boliviae Warnstorf, 1907
32. Sphagnum boomii H. Crum in W. R. Buck, 1990
33. Sphagnum bourbonense H. Crum, 1992
34. Sphagnum boyacanum H. Crum, 1995
35. Sphagnum brachybolax C. Müller ex Warnstorf, 1891
36. Sphagnum brachycaulon C. Müller ex Warnstorf, 1891
37. Sphagnum breedlovei H. Crum, 2001
38. Sphagnum brevirameum Hampe, 1875
39. Sphagnum buckianum H. Crum, 1992
40. Sphagnum calymmatophyllum Warnstorf & Cardot, 1907
41. Sphagnum capense Hornschuch, 1841
42. Sphagnum capillifolioides Breutel, 1824
43. Sphagnum capillifolium Hedwig, 1782
44. Sphagnum carolinianum Andrus, 1983
45. Sphagnum centrale C. E. O. Jensen, 1896
46. Sphagnum ceylonicum Mitten ex Warnstorf, 1890
47. Sphagnum chevalieri Warnstorf, 1911
48. Sphagnum chi-chiense H. Crum, 1994
49. Sphagnum chinense Bridel, 1827
50. Sphagnum cleefii H. Crum, 1989
51. Sphagnum columniforme H. Crum, 1994
52. Sphagnum compactum Lamarck & A. P. de Candolle, 1805
53. Sphagnum condensatum Bridel, 1798
54. Sphagnum conflatum C. Müller ex Warnstorf, 1911
55. Sphagnum connectens Warnstorf & Cardot, 1907
56. Sphagnum contortulum H. Crum, 1991
57. Sphagnum contortum Schultz, 1819 [Jul]
58. Sphagnum costae H. Crum & Pinheiro da Costa, 1994
59. Sphagnum cribriforme H. Crum, 1993
60. Sphagnum crispatum H. Crum, 2001
61. Sphagnum cristatum Hampe, 1874
62. Sphagnum crumii Schäfer-Verwimp, 1998
63. Sphagnum cucullatum Warnstorf, 1898
64. Sphagnum cuculliforme H. Crum, 1987
65. Sphagnum cundinamarcanum H. Crum, 1995
66. Sphagnum curicuriariense H. Crum & W. R. Buck, 1992
67. Sphagnum curvatulum H. Crum, 1993
68. Sphagnum cuspidatulum C. Müller, 1874
69. Sphagnum cuspidatum Ehrhart ex G. F. Hoffmann, 1796
70. Sphagnum cyclocladum Warnstorf, 1899
71. Sphagnum cyclophyllum Sullivant & Lesquereux in A. Gray, 1856
72. Sphagnum davidii Warnstorf, 1905
73. Sphagnum delamboyense Schäfer-Verwimp, 1998
74. Sphagnum denticulatum Bridel, 1826
75. Sphagnum diblastoides H. Crum, 2001
76. Sphagnum dicladum Warnstorf, 1907
77. Sphagnum dimorphophyllum H. Crum & W. R. Buck, 1992
78. Sphagnum dissimile Roivainen, 1937
79. Sphagnum divisum H. Crum, 1992
80. Sphagnum dominii Kavina, 1916
81. Sphagnum dusenioides Roivainen, 1937
82. Sphagnum ehyalinum A. J. Shaw & Goffinet, 2000
83. Sphagnum elenkini Semenov, 1921
84. Sphagnum engelii H. Crum, 1995
85. Sphagnum ericetorum Bridel, 1806
86. Sphagnum exile H. Crum, 1995
87. Sphagnum exquisitum H. Crum, 1992
88. Sphagnum falcatulum Bescherelle, 1885
89. Sphagnum fallax Klinggräff, 1881
90. Sphagnum fimbriatum Wilson in J. D. Hooker, 1847
91. Sphagnum fitzgeraldii Renauld & Cardot in Lesquereux & T. P. James, 1884
92. Sphagnum flaccidum Bescherelle, 1877
93. Sphagnum flavicomans Warnstorf, 1911
94. Sphagnum flexuosum Dozy & Molkenboer, 1851
95. Sphagnum fontanum C. Müller in Warnstorf, 1891
96. Sphagnum frahmii H. Crum, 1997
97. Sphagnum fraudulentum H. Crum, 1995
98. Sphagnum funkiae H. Crum, 1994
99. Sphagnum fuscovinosum Seppelt & H. Crum, 1999
100. Sphagnum fuscum Klinggräff, 1872
101. Sphagnum garysmithii H. Crum, 1987
102. Sphagnum geraisense H. Crum, 1992
103. Sphagnum girgensohnii Russow, 1865
104. Sphagnum globicephalum C. Müller ex Warnstorf, 1911
105. Sphagnum gomezii H. Crum, 1984
106. Sphagnum gordjogini Semenov, 1921
107. Sphagnum gracilescens Hampe ex C. Müller, 1862
108. Sphagnum grasslii H. Crum, 1995
109. Sphagnum griseum Warnstorf, 1898
110. Sphagnum guanabarae H. Crum, 1987
111. Sphagnum guwassanense Warnstorf, 1911
112. Sphagnum hamiltonii H. Crum, 1995
113. Sphagnum hampeanum Venturi, 1899
114. Sphagnum harleyi H. Crum, 1987
115. Sphagnum hegewaldii H. Crum, 2001
116. Sphagnum helenicum Warnstorf, 1891
117. Sphagnum henryense Warnstorf, 1900
118. Sphagnum hertelianum H. Crum, 2002
119. Sphagnum herteri H. Crum, 1995
120. Sphagnum homophyllum H. Crum, 1992
121. Sphagnum huilense H. Crum, 1995
122. Sphagnum imbricatum Hornschuch ex Russow, 1865
123. Sphagnum imperforatum H. Crum, 1989
124. Sphagnum incertum Warnstorf & Cardot, 1907
125. Sphagnum incommodum H. Crum, 1994
126. Sphagnum inretortum H. Crum, 1990
127. Sphagnum inundatum Russow, 1894
128. Sphagnum irwinii H. Crum, 1987
129. Sphagnum isoviitae Flatberg, 1992
130. Sphagnum itabense H. Crum & W. R. Buck, 1988
131. Sphagnum itatiaiae C. Müller & Warnstorf, 1897
132. Sphagnum jensenii H. Lindberg, 1899
133. Sphagnum juliforme H. Crum, 1994
134. Sphagnum junghuhnianum Dozy & Molkenboer, 1854
135. Sphagnum krylovi Semenov, 1921
136. Sphagnum kushiroense H. Suzuki, 1958
137. Sphagnum laceratum C. Müller & Warnstorf, 1897
138. Sphagnum laegaardii H. Crum, 1987
139. Sphagnum lankesteri H. Crum, 1984
140. Sphagnum lapazense H. Crum, 2001
141. Sphagnum laxirameum H. Crum, 1995
142. Sphagnum laxiramosum H. Crum, 1997
143. Sphagnum laxulum H. Crum, 1995
144. Sphagnum lenense H. Lindberg ex Savicz-Ljubitskaya, 1936
145. Sphagnum lescurii Sullivant in A. Gray, 1856
146. Sphagnum leucobryoides Yamaguchi, Seppelt & Iwatsuki in Yamaguchi et al., 1990
147. Sphagnum lewisii H. Crum, 1993
148. Sphagnum liesneri H. Crum, 1995
149. Sphagnum limbatum Mitten, 1869
150. Sphagnum lindbergii W. P. Schimper in Lindberg, 1857
151. Sphagnum lojense H. Crum, 2001
152. Sphagnum longicomosum C. Müller ex Warnstorf, 1899
153. Sphagnum longistolo C. Müller in Warnstorf, 1897
154. Sphagnum luetzelburgii Paul ex H. Crum, 2001
155. Sphagnum luzonense Warnstorf, 1898
156. Sphagnum macrophyllum Bernhardi ex Bridel, 1826
157. Sphagnum maegdefraui H. Suzuki in Mägdefrau, 1983
158. Sphagnum magellanicum Bridel, 1798
159. Sphagnum magistri H. Crum, 1994
160. Sphagnum majus C. E. O. Jensen, 1890
161. Sphagnum matogrossense H. Crum, 2002
162. Sphagnum mendocinum Sullivant, 1874
163. Sphagnum meridense C. Müller, 1848
164. Sphagnum microcuspidatum H. Crum, 1987
165. Sphagnum microporum Warnstorf ex Cardot, 1904
166. Sphagnum minutulum C. Müller & Warnstorf, 1897
167. Sphagnum mirabile C. Müller & Warnstorf, 1897
168. Sphagnum mississippiense Andrus, 1987
169. Sphagnum molle Sullivant, 1846
170. Sphagnum moronum H. Crum, 1994
171. Sphagnum mosenii Warnstorf, 1906
172. Sphagnum multifibrosum Li Xing-jiang & Zang Mu in Li Xing-jiang, 1984
173. Sphagnum multiporosum H. Crum, 1987
174. Sphagnum negrense Mitten, 1869
175. Sphagnum nepalense H. Suzuki in Noguchi in H. Hara, 1966
176. Sphagnum nitidulum Warnstorf, 1911
177. Sphagnum nitidum Warnstorf, 1895
178. Sphagnum noryungasense H. Crum, 2001
179. Sphagnum novae-caledoniae Paris & Warnstorf, 1910
180. Sphagnum novo-guineense Fleischer & Warnstorf, 1911
181. Sphagnum novo-zelandicum Mitten, 1859
182. Sphagnum obliquefibrosum H. Crum, 1992
183. Sphagnum obtusum Warnstorf, 1877
184. Sphagnum olafii Flatberg, 1993
185. Sphagnum oligoporum Warnstorf & Cardot, 1907
186. Sphagnum orientale Savicz-Ljubitskaya, 1951
187. Sphagnum ornatum H. Crum, 1985
188. Sphagnum ovalifolium Warnstorf, 1891
189. Sphagnum ovatum Hampe in C. Müller, 1874
190. Sphagnum oxyphyllum Warnstorf, 1890
191. Sphagnum pacificum Flatberg, 1989
192. Sphagnum pallens Warnstorf & Cardot, 1907
193. Sphagnum palustre L., 1753
194. Sphagnum papillosum Lindberg, 1872
195. Sphagnum paranense H. Crum, 1994
196. Sphagnum parcoramosum H. Crum, 1987
197. Sphagnum pendulirameum H. Crum, 1987
198. Sphagnum perforatum Warnstorf, 1891
199. Sphagnum perichaetiale Hampe in C. Müller, 1848
200. Sphagnum perrieri Thériot, 1922
201. Sphagnum personatum Roivainen, 1937
202. Sphagnum planifolium C. Müller, 1887
203. Sphagnum platyphylloides Warnstorf, 1891
204. Sphagnum platyphylloideum Warnstorf in Brotherus, 1891
205. Sphagnum platyphyllum Warnstorf, 1884
206. Sphagnum pluriporosum H. Crum, 1994
207. Sphagnum poasense H. Crum, 1989
208. Sphagnum portoricense Hampe, 1852
209. Sphagnum priceae H. Crum, 2001
210. Sphagnum pseudomedium Warnstorf, 1891
211. Sphagnum pseudoramulinum H. Crum, 1987
212. Sphagnum pulchrum Warnstorf, 1900
213. Sphagnum pulvinatum H. Crum, 1985
214. Sphagnum pungifolium Li Xing-jiang, 1993
215. Sphagnum pycnocladulum C. Müller, 1887
216. Sphagnum pylaesii Bridel, 1827
217. Sphagnum quinquefarium Warnstorf, 1886
218. Sphagnum ramulinum Warnstorf, 1898
219. Sphagnum reclinatum H. Crum, 1995
220. Sphagnum recurvum Palisot de Beauvois, 1805
221. Sphagnum reichardtii Hampe in Warnstorf, 1890
222. Sphagnum richardsianum H. Crum, 1978
223. Sphagnum rio-negrense H. Crum, 1997
224. Sphagnum riparium Ångström, 1864
225. Sphagnum ripense H. Crum & W. R. Buck, 1992
226. Sphagnum robinsonii Warnstorf, 1912
227. Sphagnum roraimense Warnstorf, 1915
228. Sphagnum roseum Warnstorf, 1904
229. Sphagnum rotundatum C. Müller & Warnstorf, 1897
230. Sphagnum rotundifolium C. Müller & Warnstorf, 1897
231. Sphagnum rubellum Wilson, 1855
232. Sphagnum rubiginosum Flatberg, 1993
233. Sphagnum rubroflexuosum Andrus, 1988
234. Sphagnum rugense Warnstorf, 1913
235. Sphagnum russowii Warnstorf, 1886
236. Sphagnum rutenbergii C. Müller in Geheeb, 1881
237. Sphagnum sancto-josephense H. Crum & Crosby, 1974
238. Sphagnum sanguinale Warnstorf, 1898
239. Sphagnum santanderense H. Crum, 1993
240. Sphagnum schofieldii H. Crum, 1984
241. Sphagnum schwabeanum Paul in Herzog, 1939
242. Sphagnum scorpioides H. Crum, 1995
243. Sphagnum sehnemii H. Crum, 1987
244. Sphagnum septatoporosum H. Crum, 1994
245. Sphagnum septatum Warnstorf, 1911
246. Sphagnum sericeum C. Müller, 1847
247. Sphagnum simplex Fife, 1996
248. Sphagnum simplicicaulis H. Crum, 1990
249. Sphagnum sipmanii H. Crum in Sipman, 1992
250. Sphagnum skyense Flatberg, 1988
251. Sphagnum slooveri A. Eddy, 1985
252. Sphagnum sonsonense H. Crum, 1995
253. Sphagnum sordidum C. Müller ex Warnstorf, 1899
254. Sphagnum sparsum Hampe, 1870
255. Sphagnum splendens Maass, 1967
256. Sphagnum squarrifolium Warnstorf, 1894
257. Sphagnum squarrosum Crome in Hoppe, 1803
258. Sphagnum steerei Andrus, 1988
259. Sphagnum strictum Sullivant, 1846
260. Sphagnum subacutifolium W. P. Schimper in Warnstorf, 1895
261. Sphagnum subaequifolium Hampe, 1879
262. Sphagnum subbalticum Warnstorf, 1908
263. Sphagnum subditivum H. Crum, 1997
264. Sphagnum subfalcatulum Roivainen, 1937
265. Sphagnum subfulvum Sjörs, 1944
266. Sphagnum subhomophyllum H. Crum, 1997
267. Sphagnum submedium Warnstorf, 1906
268. Sphagnum subnitens Russow & Warnstorf, 1888
269. Sphagnum subobesum Warnstorf, 1900
270. Sphagnum subovalifolium C. Müller & Warnstorf, 1897
271. Sphagnum subrigidum Hampe & Lorentz, 1868
272. Sphagnum subrufescens Warnstorf, 1911
273. Sphagnum subsecundoides H. Crum & W. R. Buck, 1992
274. Sphagnum subsecundum Nees in Sturm, 1819 [Apr]
275. Sphagnum subserratum Roivainen, 1937
276. Sphagnum subtile Warnstorf, 1903
277. Sphagnum sucrei H. Crum, 1987
278. Sphagnum sumapazense H. Crum, 1997
279. Sphagnum tabuleirense Yano & H. Crum, 1992
280. Sphagnum tenellum Bridel, 1819 [1818]
281. Sphagnum tenerum Sullivant & Lesquereux ex Sullivant in A. Gray, 1856
282. Sphagnum teres Ångström in C. J. Hartman, 1861
283. Sphagnum torreyanum Sullivant, 1849
284. Sphagnum tosaense Warnstorf, 1908
285. Sphagnum trinitense C. Müller, 1848
286. Sphagnum triporosum H. Crum, 1995
287. Sphagnum trirameum H. Crum, 1989
288. Sphagnum troendelagicum Flatberg, 1988
289. Sphagnum trollii H. Crum, 2002
290. Sphagnum truncatum Hornschuch, 1841
291. Sphagnum tumidulum Bescherelle, 1880
292. Sphagnum tundrae Flatberg, 1994
293. Sphagnum turgens Warnstorf, 1906
294. Sphagnum turgescens Warnstorf, 1895
295. Sphagnum typicum Meylan, 1905
296. Sphagnum uleanum C. Müller, 1887
297. Sphagnum umbrosum Warnstorf, 1906
298. Sphagnum uruguayense H. Crum, 2002
299. Sphagnum veresczagini Semenov, 1929
300. Sphagnum versiporum Warnstorf, 1911
301. Sphagnum violascens C. Müller, 1887
302. Sphagnum viride Flatberg, 1988
303. Sphagnum vitalii H. Crum, 1991
304. Sphagnum wieboldtii H. Crum, 1995
305. Sphagnum wilfii H. Crum, 1984
306. Sphagnum wulfianum Girgensohn, 1860

## Vanjske poveznice
|  | Zajednički poslužitelj ima još gradiva o temi Sphagnum |
|  | Wikivrste imaju podatke o taksonu Sphagnum             |